# Ichijō Sanetsune
Ichijō Sanetsune (jap. 一條 実経, unreformiert: 一條 実經; * 1223; † 30. August 1284 (jap. Kalender: Kōan 7/7/18)), war, von Kujō Michiie abstammend, ein Mitglied der Familien, die für würdig genug galten Regenten für japanische Herrscher zu stellen. Er war Kampaku für Go-Saga und Kameyama, auch Sesshō für Go-Fukakusa bis 1247.

## Lebensweg
Sein Vater Kujō Michiie (1193–1252) hatte vier Söhne mit seiner Mutter, die aus dem Saionji-Zweig der Fujiwara stammte. Seine Brüder waren Kujō Norizane (九倏 教実) und Nijō Yoshizane, später Stammvater der Nijō-Familie. Sanetsune selbst wurde zum Begründer der Ichijō-Linie. Sein anderer Bruder war der vierte Kamakura-Shogun Kujō Yoritsune (reg. 25. Februar 1226 bis 5. Juni 1244). Bekannt war er auch unter dem Namen Enmeiji-Kampaku (圓明寺関白), später auch als Ichijō Irimichi Kampaku. Seine Söhne hießen Ietsune (一條 家經; † 1293) und Saneie.
Bei seiner Volljährigkeitserklärung 1229 (6-jährig) erhielt er den unteren wirklichen fünften Hofrang verliehen. Noch im Kindesalter folgten regelmäßig Rangerhöhungen und (nominelle) Gardekommandanturen. 1233 stand er im folgenden dritten Rang. Am 13. November 1235 (Katei 1/10/2) erfolgte die  Ernennung zum Gon-Chūnagon. Weiter auf der Karriereleiter ging es 1236 mit der Ernennung zum Gon-Dainagon und später im gleichen Jahr mit der Erhebung in den wirklichen zweiten Hofrang. Im zweiten Monat des Jahres 1238 wurde er Kommandant sowohl der Leibgarde zur Linken als auch des linken Marstalls.
Die Position des „Kanzler zur Rechten“ (Udaijin) besetzte er ab dem 5. November 1240 (Ninji 1/10/20). 1242 wurde ihm die Ichijō-Residenz im Muromachi-Viertel übergeben. Im folgenden Jahr folgte die Ernennung zum Erzieher des Kronprinzen Hisahito dem späteren Go-Fukakusa, kurz nach dessen Geburt. Diese Stellung nahm er weiter wahr, als er am 19. Juli 1244 (Kangen 2/6/13) „Kanzler zur Linken“ (Sadaijin) wurde.
Vier Jahre später (15. Februar 1246, Kangen 4/1/28) geruhte die himmlische Majestät ihn in Privataudienz zum Kampaku und Familienoberhaupt der Fujiwara zu bestimmen. Tags darauf trat der Go-Saga-Tennō zurück und Sanetsune wurde Regent (sesshō) für den 3-jährigen Go-Fukakusa. Diese Ämter legte er am 25. Februar 1247 (Kangen 5/1/19) nieder.
Einem Wunsch seines Vaters folgend, nahm er diesem einige Pflichten in der Verwaltung des Kantō ab. In den folgenden Jahren hatte er eine Mitschuld an den Streitigkeiten in Kamakura, die um die Einsetzung des Munetaka-shinnō (宗尊親王; 1242–74, reg. 1252–66) als – machtlosen – sechsten Shōgun des Kamakura-Bakufu ausbrachen.
Achtzehn Jahre nach seiner ersten Amtszeit war er nochmal Kampaku (1265/i4/18 – 1267/12/9), nun für Kameyama.
Zwei Monate vor seinem Tod 1284 trat er in den Enmei-ji (圓明寺; Provinz Yamashiro) ein. Sein Grab befindet sich im Tōfuku-ji der Hauptstadt.